# Żuki (Mazovie)
Pour les articles homonymes, voir Żuki.
Żuki (prononciation : [ˈʐukʲi]) est un village polonais de la gmina de Mochowo dans le powiat de Sierpc de la voïvodie de Mazovie dans le centre-est de la Pologne.
Il se situe à environ 13 km au sud-ouest de Sierpc (siège du powiat) et à 114 km au nord-ouest de Varsovie (capitale de la Pologne).

## Histoire
De 1975 à 1998, le village appartenait administrativement à la voïvodie de Płock.

Depuis 1999, il appartient administrativement à la voïvodie de Mazovie